# Бранилац (ТВ серија)
Бранилац је играно-документарни серијал у режији Јелене Светличић.
Од 21. септембра 2021. се премијерно емитује на РТС 1.
ТВ серија Бранилац рађена је према истинитим догађајима описаним у књигама адвоката Оливера Ињца "Велике адвокатске одбране" и Филоте Филе "Бранио сам на смрт осуђене", као и према оригиналним архивским предметима адвоката Вељка Губерине и Томе Филе.

## Радња
Ова серија, на филмски узбудљив начин, елементима драме и трилера, дочараће нам животне приче обичних људи, који су се нашли у ситуацијама са којима нису умели или нису могли да се носе. Окосница свих прича су љубав, утицај средине у којој живе, борба за моћ, са заплетима које само живот може да креира. Све приче пратимо из угла адвоката - бранилаца у потрази за истином, који нас воде кроз животе главних актера и поступно нам расветљавају околности које су довеле до злочина.
То су ванвременске приче о људским судбинама али и о професији која се темељи на заклетви да брани човека а не дело које је почињено. Случајеви које ова серија обрађује бирани су са више аспеката. По томе до које мере су узбуркали и изазвали интересовање јавности али и по умећу адвоката да помере границе у одбрани човека. Иако смештене у неко друго време (Југославија, од 1955 - 1975), ове приче одишу савременошћу, јер су људске мањкавости и људски греси увек исти.

## Улоге
| Глумац                 | Улога                              |
| ---------------------- | ---------------------------------- |
| Ненад Јездић           | Вељко Губерина                     |
| Никола Пејаковић       | Здравко Дугинић                    |
| Тихомир Станић         | Филота Фила                        |
| Ђорђе Марковић         | Тома Фила                          |
| Небојша Дугалић        | Слободан Суботић                   |
| Александар Ђурица      | Јован Баровић                      |
| Александар Стојковић   | Раде Ђанковић                      |
| Николина Фригановић    | Мирјана Ђанковић                   |
| Миливоје Обрадовић     | Милован Вујисић                    |
| Реља Васић             | Мишо Ђанковић                      |
| Бојан Кривокапић       | Вук Вујисић                        |
| Александра Плескоњић   | мајка Вујисића                     |
| Бојан Перић            | Витомир Смоловић                   |
| Амар Ћоровић           | млади Раде Ђанковић                |
| Маја Стојановић        | Наташа Поповић                     |
| Стефан Бундало         | Милосав Гроздановић                |
| Јована Дамњановић      | млада Мирјана Ђанковић             |
| Никола Јеремић         | Млађа касапин                      |
| Воја Раонић            | полицијски инспектор               |
| Александар Тадић       | судија/иследник                    |
| Марко Живић            | Урош Михајловић                    |
| Александар Ђурица      | Синиша Минић                       |
| Тања Пјевац            | Олга Минић                         |
| Огњен Богуновић        | Витомир Минић                      |
| Милош Петровић Тројпец | затворски иследник                 |
| Новак Билбија          | Витомиров деда                     |
| Небојша Миловановић    | Јездимир Гајић                     |
| Дубравка Ковјанић      | Даница Гајић                       |
| Јелена Гавриловић      | Ковинка Зарић                      |
| Раде Марковић          | Томислав Зарић                     |
| Ивана Зечевић          | Радица Јелашић                     |
| Бранко Антовић         | Драгутин Зарић/ Драгослав Лукић    |
| Владан Гајовић         | Драган Јовановић                   |
| Андреј Шепетковски     | Милутин Поповић                    |
| Милена Предић          | Споменка Поповић                   |
| Јована Гавриловић      | Славојка Петровић                  |
| Милан Михаиловић       | свештеник                          |
| Радоје Чупић           | Станимир                           |
| Бранислав Зеремски     | железничар                         |
| Душан Ашковић          | уредник                            |
| Драгана Јанковић       | госпођа Којић                      |
| Александар Петровић    | судија                             |
| Мирјана Симић          | железничарева жена                 |
| Божа Васић             | тужилац                            |
| Иван Вилотијевић       | новинар                            |
| Младен Совиљ           | Љубинко Точиловац                  |
| Јелена Ђокић           | Љубица Сотировски                  |
| Небојша Илић           | Милорад Сотировски                 |
| Александар Лазић       | др Боројевић                       |
| Михаило Лаптошевић     | Влада                              |
| Никола Јездић          | Никола Бојанић                     |
| Предраг Коларевић      | Љубичин адвокат                    |
| Маја Колунџија         | секретарица Вељка Губерине         |
| Маријана Пејатовић     | Марина Марковић                    |
| Марко Васиљевић        | Драган Најдановић                  |
| Тони Михајловски       | Балса Ѓоковиќ                      |
| Ања Павићевић          | Зорица Ђорђевић                    |
| Милица Михајловић      | Славка Најдановић                  |
| Ненад Ћирић            | Александар Најдановић              |
| Марко Марковић         | Адам Ђорђевић                      |
| Зоран Ћосић            | Станоје Ђорђевић                   |
| Ива Јовановић          | Сузана                             |
| Милан Божић            | новинар                            |
| Ана Ћук                | Зора Ребић                         |
| Љубивоје Марковић      | Војислав Тодоровић                 |
| Божидар Милић          | Љубинков отац                      |
| Мићко Нинковић         | крим техничар                      |
| Иван Томовић           | адвокат Поповић                    |
| Александар Трнчић      | Аксентије                          |
| Мира Вуковић           | Мара Јакшић                        |
| Никола Јездић          | Раде Зарић                         |
| Слађана Костић         | Драганова супруга                  |
| Мето Јовановски        | Енри Аслани                        |
| Владо Јовановски       | Зоти Липа                          |
| Ангелина Лукић         | Душанка Ђорђевић/ Миланка Бајагић  |
| Драган Лукић           | председник већа                    |
| Мирко Марковић         | хирург                             |
| Маја Лукић             | Ана Зарић/ Љубинка Латиновић       |
| Мићко Милинковић       | Војислав Ивановић                  |
| Петар Нинић            | Ђорђе Јелашић/ Томислав Адамовић   |
| Милош Смиљанић         | судија                             |
| Влада Тадић            | полицајац/Грујица/Јован Ђорђевић   |
| Зоран Абрамовић        | Милинко Лукић/Живан Јањић          |
| Немања Јовановић       | иследник                           |
| Мишел Капларевић       | Војислав Михајловић                |
| Славица Малетић        | Радојка Минић                      |
| Николија Николић       | Витомирова сестра                  |
| Радомир Николић        | затвореник Милојевић               |
| Марко Рајић            | полицајац                          |
| Зоран Савковић         | Милорад Ристовић/ Витомир Ђорђевић |
| Зорица Светличић       | Урошева жена                       |
| Милан Марковић         | кавгаџија у кафани                 |
| Зоран Страка           | Филотин пријатељ                   |
| Јанко Хоџић            | усташки војник                     |
| Мишел Капларевић       | полицајац                          |
| Максим Максимовић      | Слободан Вујисић                   |
| Јована Мишковић        | Мила Вујисић                       |
| Гордана Митровић       | куварица Боса/ Вида Томић          |
| Олгица Нинковић        | Мирјанина мајка                    |
| Недим Незировић        | Богоје                             |

## Епизоде
| Сезона | Сезона | Епизоде | Епизоде | Оригинално емитовање | Оригинално емитовање |
| Сезона | Сезона | Епизоде | Епизоде | Премијера            | Финале               |
| ------ | ------ | ------- | ------- | -------------------- | -------------------- |
|        | 1.     | 9       | 9       | 21. септембар 2021.  | 16. новембар 2021.   |
|        | 2.     | 12      | 12      | 4. октобар 2022.     | 31. јануар 2023.     |
|        | 3.     | 10      | 10      | 4. фебруар 2025.     | 15. април 2025.      |